# Boardwalk Hall Auditorium Organ

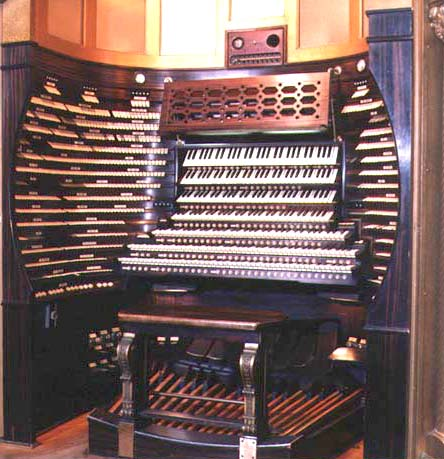
La console du Boardwalk Hall Auditorium Organ et ses sept claviers.

Le Boardwalk Hall Auditorium Organ est un orgue installé dans le Boardwalk Hall Auditorium (anciennement Atlantic City Convention Hall) à Atlantic City, dans le New Jersey, aux États-Unis entre mai 1929 et décembre 1932. Il s'agit, en 2021, du plus grand instrument jamais construit, ainsi que du plus puissant.

## Historique
C'est le sénateur Emerson Lewis Richards (1884-1963) qui est à l'origine du projet et qui a conçu l'instrument. Le chantier titanesque échut à la jeune compagnie Midmer-Losh, issue du rachat du facteur Midmer par les frères Charles-Seifert et George Losh, de New-York en 1920. Les travaux débutent en mai 1929 pour s'achever en décembre 1932 après maintes modifications apportées au projet initial.

## Records
Il est détenteur de plusieurs records du monde, dont celui du plus grand orgue jamais construit avec ses 33 114 tuyaux recensés pour 314 registres, 449 rangs de tuyaux et sept claviers. Il est également l'un des deux seuls orgues au monde, avec l'orgue classique du Sydney Town Hall construit en 1890, à posséder un registre actionnant un tuyau de 64 pieds (~ 19,5 mètres) réels, un diaphone Dulzian en bois haut de 18 mètres et pesant 1 675 kg. Il s'agit en outre du plus grand instrument de musique jamais construit toutes catégories confondues et également du plus puissant, le volume sonore de l'un de ses tuyaux atteignant 130 décibels à un mètre sous une pression de vent de cent pouces. La console ne compte pas moins de 1235 sélecteurs. C'est la seule console de sept claviers au monde. Les deux premiers claviers comportent 85 touches, ce qui est encore une exception dans le monde de l'orgue. Ces claviers sont: le grand chœur, le grand orgue, le solo, le récit, la fanfare, l'écho  et la bombarde.

## État de l'instrument et rénovations successives
L'instrument est actuellement en très mauvais état, à la suite de dégradations d'origine naturelle (un ouragan a partiellement inondé le site en 1944, mettant hors service le combinateur pendant plusieurs années) et de rénovations successives très mal menées. La plupart des claviers sont inactifs, les registres correspondant étant soit trop détériorés, soit coupés de la console par accident. Ainsi, un technicien a coupé un câble de liaison qui le gênait dans son passage, rompant la communication entre la console et plusieurs registres, et les parties de l'instrument les plus touchées par l'usure ne peuvent pas être rénovées sans auparavant les désamianter. À cause de ces diverses dégradations, si le Boardwalk Hall Auditorium Organ conserve le titre de plus grand orgue du monde — et plus grand instrument toutes catégories confondues —, c'est le Wanamaker Grand Court Organ qui est considéré comme le plus grand actuellement en état de marche.
En 2015, l'orgue est considéré comme étant fonctionnel à 25 %, après huit ans de nouveaux travaux de rénovation. Ces travaux sont censés ramener l'instrument à son état originel au bout de dix années de travail supplémentaires, pour un budget estimé à 16 millions de dollars.

## Autres particularités
L'une des particularités de cet orgue est d'être dépourvu de jeu de montre au sens traditionnel du terme. Contrairement à d'autres géants comme le Wanamaker Grand Court Organ ou le Sydney Town Hall Grand Organ, qui offrent au regard d'impressionnants alignements de tuyaux de très belle facture, les jeux du Boardwalk Hall Auditorium Organ sont tous, soit occultés par des grilles pour ceux donnant directement sur la salle, soit totalement invisibles depuis la partie publique de l'enceinte.